# استودیوی آنلاین زنی‌مکس
استودیوی آنلاین زنی‌مکس (به انگلیسی: ZeniMax Online Studios) یک شرکت تولید و انتشار بازی ویدئویی به خصوص سبک بازی برخط چندنفره گسترده واقع در هانت ولی، که تابع شرکت زنی‌مکس مدیا می‌باشد. این شرکت در ساخت و توسعه بازی الدر اسکورولز آنلاین نقش داشته است.

## بازی‌های توسعه داده شده
| سال  | عنوان                   | بستر(ها)                                                                                        |            |
| ---- | ----------------------- | ----------------------------------------------------------------------------------------------- | ---------- |
| ۲۰۱۴ | الدر اسکورولز آنلاین    | مک‌او‌اس, مایکروسافت ویندوز, پلی‌استیشن ۴, ایکس‌باکس وان, پلی‌استیشن ۵, ایکس‌باکس سری X, گوگل استادیا |            |
| ۲۰۱۶ | دوم (بازی ویدئویی ۲۰۱۶) | مایکروسافت ویندوز, پلی‌استین ۴, ایکس‌باکس وان, نینتندو سوئیچ, گوگل‌استادیا                         | سایر کارها |
| ۲۰۱۸ | فال‌آوت ۷۶               | مایکروسافت ویندوز, پلی‌استین۴, ایکس‌باکس وان                                                      | سایر کارها |